# Tritones Vallarta MFC
El club Tritones Vallarta MFC es un equipo de fútbol de Puerto Vallarta, Jalisco, que participa en la Serie A de la Segunda División de México.

## Historia
A finales de julio de 2021 se informó sobre la creación de un nuevo proyecto deportivo localizado en el Pacífico mexicano, el cual sería dirigido por Manuel Naya Barba, sin embargo, no se conocía cual sería la sede del club ni el nombre que llevaría. El 30 de julio se dio a conocer el nombre y sede del proyecto, el cual pasó a ser conocido como Tritones Vallarta.
Tras la creación del club comenzaron a llegar los primeros jugadores al equipo: Julián Barajas; Sergio Rodríguez; Kevyn Montaño; César Landa; Alan Jaramillo; José Coronel; Víctor Zúñiga y Bryan Álvarez. Posteriormente, el equipo dio a conocer que buscará representar a la región que integra municipios de los estados de Jalisco y Nayarit, formar a futbolistas representativos de la zona, además de buscar llegar a la Liga de Expansión MX en un plazo aproximado de dos años.
El 9 de septiembre de 2021 se presentó la estructura administrativa del club, la cual cuenta con Eduardo Rangel como propietario y presidente; Carlos Mardones como director deportivo y José Luis Real como el encargado de las fuerzas básicas.
El equipo tuvo su debut oficial el 18 de septiembre de 2021, en su primer partido los Tritones derrotaron a domicilio al club Mineros de Fresnillo, el partido finalizó con un marcador de 0-1 y al minuto 60 Julián Barajas anotó el primer gol en la historia de la institución.

## Instalaciones
El Tritones Vallarta MFC disputa sus partidos como local en el complejo deportivo conocido como Canchas Curiel, el cual está localizado en la localidad de Las Juntas, perteneciente a Puerto Vallarta, Jalisco.
Desde su fundación y hasta el Torneo Clausura 2025, el equipo tenía su sede en la Ciudad del Deporte Bahía de Banderas, ubicada en San José del Valle, Nayarit.

## Temporadas
| Temporada     | División          | Posición                       |
| ------------- | ----------------- | ------------------------------ |
| Apertura 2021 | 3.Segunda Serie A | 7.º Grupo I                    |
| Clausura 2022 | 3.Segunda Serie A | 2.º Grupo I (Semifinales)      |
| Apertura 2022 | 3.Segunda Serie A | 4.º Grupo I                    |
| Clausura 2023 | 3.Segunda Serie A | 3.º Grupo I (Cuartos)          |
| 2023/24       | 3.Segunda Serie A | 10.º Grupo I (Reclasificación) |
| Apertura 2024 | 3.Segunda Serie A | 8.º Grupo I                    |
| Clausura 2025 | 3.Segunda Serie A | 9.º Grupo I                    |